# Thomasomys rhoadsi
Thomasomys rhoadsi is een zoogdier uit de familie van de Cricetidae. De wetenschappelijke naam van de soort werd voor het eerst geldig gepubliceerd door Stone in 1914.

## Voorkomen
De soort komt voor in Ecuador.